# Kabinett Michaelis
Das Kabinett Michaelis war die im Jahr 1917 vom 14. Juli bis zum 31. Oktober unter Kaiser Wilhelm II. amtierende Reichsregierung des Deutschen Reichs.
Sie war die erste Regierung deren Amtszeit ausschließlich in die Zeit des Ersten Weltkriegs fällt.

## Reichstagsmehrheit
Nach dem plötzlichen und überraschenden Rücktritt von Kanzler Theobald von Bethmann Hollweg waren die Mehrheitsparteien im Reichstag aus SPD, Zentrum und FVP nicht in der Lage sich auf einen Kandidaten zu einigen, welchen sie dem Kaiser vorschlagen konnten. Bereits am folgenden Tag, dem 14. Juli 1917 ernannte Wilhelm II. den als konservativ geltenden Michaelis zum Reichskanzler.
In seiner nur kurzen Regierungszeit wurde er vor allem Konservativen und Nationalliberalen unterstützt, aber auch das Zentrum und die linksliberale FVP waren zur Zusammenarbeit bereit. Einem Misstrauensvotum der USPD im Reichstag am 9. Oktober 1917 schloss sich nur die MSPD an. Am 22. Oktober 1917 entzogen ihm dann alle Parteien bis auf die Konservativen aufgrund seiner eigenwilligen Auffassung der Friedensresolution das Vertrauen. Aufgrund der zunehmenden Parlamentarisierung des Reiches konnte sich Michaelis nicht mehr halten, am 31. Oktober 1917 erfolgte sein Rücktritt.

## Kabinett
| Kabinett Michaelis 14. Juli bis 31. Oktober 1917 | Kabinett Michaelis 14. Juli bis 31. Oktober 1917 | Kabinett Michaelis 14. Juli bis 31. Oktober 1917        |
| ------------------------------------------------ | ------------------------------------------------ | ------------------------------------------------------- |
| Reichskanzler                                    |                                                  | Georg Michaelis                                         |
| Vizekanzler                                      |                                                  | Karl Helfferich                                         |
| Auswärtiges Amt                                  |                                                  | Arthur Zimmermann bis 5. August 1917                    |
| Auswärtiges Amt                                  | Richard von Kühlmann                             |                                                         |
| Inneres                                          |                                                  | Karl Helfferich                                         |
| Justiz                                           |                                                  | Hermann Lisco bis 5. August 1917                        |
| Justiz                                           | Paul von Krause                                  |                                                         |
| Marine                                           |                                                  | Eduard von Capelle                                      |
| Wirtschaft ab 5. August 1917                     |                                                  | Rudolf Schwander                                        |
| Ernährung                                        |                                                  | Adolf Tortilowicz von Batocki-Friebe bis 5. August 1917 |
| Ernährung                                        | Wilhelm von Waldow                               |                                                         |
| Post                                             |                                                  | Reinhold Kraetke bis 5. August 1917                     |
| Post                                             | Otto Rüdlin                                      |                                                         |
| Schatz                                           |                                                  | Siegfried von Roedern                                   |
| Kolonien                                         |                                                  | Wilhelm Solf                                            |

## Quelle
- Regenten und Regierungen der Welt, Band 2,3: Neueste Zeit: 1492–1917. bearb. von B. Spuler. 2. Auflage. Ploetz, Würzburg 1962.